# Gustaf Söderström
Gustaf Fredrik Söderström (Estocolm, 25 de novembre de 1865 – Lidingö, 12 de novembre de 1958) va ser un atleta i tirador de corda suec que va competir a cavall del segle xix i el segle xx. Era germà del també medallista suec Bruno Söderström.
El 1900 va prendre part en els Jocs Olímpics de París en tres proves. Dues d'atletisme, el  llançament de disc i el llançament de pes, en què quedà en sisena posició d'ambdues proves, i en la competició del joc d'estirar la corda, en què guanyà la medalla d'or formant part de l'equip mixt, sueco-danès.
Guanyà dos campionats nacionals en disc i dos més en pes i durant un temps tingué el rècord del món no oficial de llançament de disc amb 38,70 cm.